# Benthalbella macropinna
Benthalbella macropinna is een straalvinnige vissensoort uit de familie van parelogen (Scopelarchidae). De wetenschappelijke naam van de soort is voor het eerst geldig gepubliceerd in 1966 door Bussing & Bussing.